# شلبورن (فيرمونت)
شلبورن (بالإنجليزية: Shelburne, Vermont)‏ هي بلدة تقع بولاية فيرمونت في الولايات المتحدة. تبلغ مساحتها 116.3 (كم²)، وترتفع عن سطح البحر 62 م، بلغ عدد سكانها 7144 نسمة في عام 2010 حسب إحصاء مكتب تعداد الولايات المتحدة وتصل الكثافة السكانية فيها 114.3 نسمة/كم2.

## أعلام
- دونكان ريد
- مايكل دانتي ديمارتينو
- جين وايت كوكي
- لوسيوس ليون
- جوناثان هاريس

## وصلات خارجية
- www.shelburnevt.org
- The US50 - Cities and Towns in Vermont State
- Vermont Cities and Towns, Facts, Map, Flag, Colleges, Government, and More